# Esenbeckia kallunkiae
Esenbeckia kallunkiae är en vinruteväxtart som beskrevs av J.R. Pirani. Esenbeckia kallunkiae ingår i släktet Esenbeckia och familjen vinruteväxter. Inga underarter finns listade i Catalogue of Life.